# Episodi di Apple's Way (prima stagione)
La prima stagione della serie televisiva Apple's Way è andata in onda negli Stati Uniti dal 10 febbraio 1974 al 19 maggio 1974 sulla CBS.
| nº | Titolo originale | Prima TV USA     |
| -- | ---------------- | ---------------- |
| 1  | The Tree         | 10 febbraio 1974 |
| 2  | The Musician     | 17 febbraio 1974 |
| 3  | The Zoo          | 24 febbraio 1974 |
| 4  | The Teacher      | 3 marzo 1974     |
| 5  | The Miller       | 10 marzo 1974    |
| 6  | The Coach        | 24 marzo 1974    |
| 7  | The Witness      | 31 marzo 1974    |
| 8  | The Temptation   | 7 aprile 1974    |
| 9  | The Applicant    | 21 aprile 1974   |
| 10 | The Pen Pal      | 28 aprile 1974   |
| 11 | The Accident     | 5 maggio 1974    |
| 12 | The Fair         | 12 maggio 1974   |
| 13 | The Lamb         | 19 maggio 1974   |

## The Tree
- Diretto da: Harry Harris
- Scritto da: A. J. Carothers

### Trama
- Guest star: Richard Bull (signor Ryland), Jon Locke (reporter), Billie Bird (Lillian), Lew Brown (Billy Wilson), Steve Benedict (Jamie Ryland), Opal Euard (Elderly Woman), Maggie Appel (donna onlooker), Leonard Stone (Frank Goode), Paul Sorenson (capo della polizia), Danny "Big Black" Rey (Tree Cutter), Lester Rawlins as, Walter Mathews (Lombardy), Lucille Benson (Lady Artist)

## The Musician
- Diretto da: Harry Harris
- Scritto da: William Bast

### Trama
- Guest star: Patsy Garrett

## The Zoo
- Diretto da: Nicholas Webster
- Scritto da: Peter S. Beagle

### Trama
- Guest star: DeForest Covan (Bill), Robert Gooden (Doug Clark), Thom Carney (Harvey), Simon Cook (ragazzo), Gwen Thomas, William Molloy (dottor Sam Davidson), Joan Lemmo, Jay Varela (Moffat), Robert Swan (passante), Gary Pagett (Dave Hansen), James Jeter (Station Owner), Wayne Heffley (Tom), Mark Allen (Contractor)

## The Teacher
- Diretto da: Jack Shea
- Scritto da: Dale Eunson

## The Miller
- Diretto da: Jack Shea
- Scritto da: Max Hodge

## The Coach
- Diretto da: Murray Golden
- Scritto da: George Kirgo

## The Witness
- Diretto da: Herschel Daugherty
- Scritto da: S.A. Long

## The Temptation
- Diretto da: Herschel Daugherty
- Scritto da: Irving Pearlberg

## The Applicant
- Diretto da: Harry Harris
- Scritto da: John McGreevey

### Trama
- Guest star: Bobbie Jordan (Ruth)

## The Pen Pal
- Diretto da: Murray Golden
- Scritto da: Irving Pearlberg

## The Accident
- Diretto da: Harry Harris
- Scritto da: Emily Shoemaker

## The Fair
- Diretto da: Philip Leacock
- Scritto da: Mathilde Ferro e Theodore Ferro

## The Lamb
- Diretto da: Harry Harris
- Scritto da: Kathleen Hite